# Rapti Bobani (Federacja Bośni i Hercegowiny)
Rapti Bobani – wieś w Bośni i Hercegowinie, w Federacji Bośni i Hercegowiny, w kantonie hercegowińsko-neretwiańskim, w gminie Ravno. W 2013 roku liczyła 2 mieszkańców – Serbów.